# P-800 Oniks
Il P-800 Oniks (in cirillico: П-800 Оникс, nome in codice Nato: SS-N-26 Strobile), noto come 3M55 Oniks o anche come Yakhont (in cirillico: Яхонт) nei mercati di esportazione, è un missile da crociera supersonico anti-nave sviluppato dall'NPO Mashinostroyeniya a partire dal 1982  per conto della marina sovietica e commissionato alla marina russa nel 2002.
Progettato per colpire raggruppamenti navali di superficie o singole navi in presenza di forti contromisure elettroniche, sostituisce il P-270 Moskit e, almeno in parte, il P-700 Granit. In grado di colpire anche obiettivi situati sulla terraferma, il P-800 è stato concepito sin dall'inizio come sistema d'arma universale: secondo i requisiti originari il missile doveva poter essere lanciato da molteplici piattaforme: sottomarini, navi di superficie e lanciatori costieri.
I P-800 sostituiscono la maggior parte dei missili anti-nave di concezione sovietica ancora in servizio nella Marina russa, affiancandosi ai missili delle famiglie Kalibr, Kh-35 Uran e gli ipersonici Zircon.
L'Oniks è stato utilizzato come base per la realizzazione del missile supersonico russo-indiano BrahMos.

## Caratteristiche
L'Oniks è un missile da crociera BVR (Beyond Visual Range) del tipo Fire-and-Forget con possibilità di variare altitudine e traiettoria durante il volo per evadere le difese avversarie. La velocità supersonica è mantenuta in tutte le fasi di volo.

## Storia
Il P-800 Oniks è entrato in servizio nel 2002 dopo un travagliato periodo di sviluppo a cavallo della dissoluzione dell'URSS.
Nel 2010 Sergei Prikhodko, consigliere senior del presidente russo, affermò che la Russia intendeva consegnare il P-800 alla Siria sulla base di contratti firmati nel 2007. La Siria ha ricevuto 2 sistemi missilistici Bastion con 36 missili ciascuno (72 in totale).
Nel maggio del 2013, la Russia ha proseguito l'implementazione degli accordi con il governo siriano, equipaggiando i missili con un nuovo radar. Il 5 luglio 2013 i sistemi Bastion siriani sono stati distrutti in un attacco aereo israeliano su Latakia; gli analisti dell'intelligence statunitense tuttavia ritengono che alcuni missili siano stati rimossi prima dell'attacco.

## Impiego operativo
Il 15 novembre 2016, nel corso dell'intervento russo in Siria, i missili Oniks hanno colpito obiettivi terrestri appartenenti all'ISIS. Il lancio è avvenuto dai sistemi Bastion-P rischierati nei pressi della base navale russa di Tartus.

## Versioni
- P-800 Oniks: versione base per la marina russa con testata da 250 kg. Velocità Mach 2.5 ed autonomia di 300 km.
- P-800 Oniks-M: versione aggiornata con nuova suite di contromisure elettroniche ed autonomia estesa a 800 km.[6]

### da esportazione
- Yakhont: versione da esportazione con elettronica semplificata, testata da 200 kg, velocità limitata a Mach 2 ed autonomia di 300 km.
- Yakhont-M: versione da esportazione aggiornata con testata da 250 kg e nuova suite di contromisure elettroniche. Velocità Mach 2.6. Autonomia 300 km.

### difesa costiera
- K-300 Bastion: versione per la difesa costiera con lanciatore mobile (Bastion-P) o stazionario collocato in un bunker/silos (Bastion-S).

### altre varianti
- P-800 Bolid: versione lanciata da sottomarino.
- Yakhont-A: versione aviolanciata. Allo stato di prototipo.

## Piattaforme

### Navali
Incrociatori:
Classe Kirov: lanciatori P-700 Granit riconvertiti per accogliere i P-800.
Cacciatorpediniere:
Classe Udaloj: il Marshal Shaposhnikov è il primo Udaloj riconvertito da ruolo ASW a General Purpose. Il lanciatore accoglierà tra gli altri i P-800.
Fregate:
Classe Gorkshov: nuove unità capaci di imbarcare i P-800, assieme ai Kalibr ed ai futuri Zircon.
Classe Ahmad Yani: 4 unità armate con P-800.
Corvette:
Nanucka IV: 1 esemplare riconvertito all'uso dell'Oniks.
Sottomarini:
Classe Yasen-M: versione aggiornata del progetto 855. Imbarcherà i P-800 in coppia con i Kalibr.

### Costiere
K-300 Bastion: in lanciatori mobili e silos.

## Utilizzatori
Hezbollah
- 12 missili, in uso su diverse piattaforme di lancio.

 Indonesia
- in uso, in numero imprecisato, sulle fregate missilistiche della marina militare.

 Russia
- in uso, in numero imprecisato, con sistemi Bastion-P consegnati a partire dal 2010 ed in servizio dal 2015.

 Siria
- 72 missili, in uso con 2 complessi Bastion-P consegnati nel 2011.

 Vietnam
- 40 missili, in uso con 2 sistemi di difesa costiera Bastion-P.